# Gadirtha trichocera
Gadirtha trichocera är en fjärilsart som beskrevs av George Francis Hampson 1912. Gadirtha trichocera ingår i släktet Gadirtha och familjen trågspinnare. Inga underarter finns listade i Catalogue of Life.